# Совет по внешней и оборонной политике
Совет по внешней и оборонной политике (СВОП) — российское неправительственное общественное объединение, основанное 25 февраля 1992 года в Москве группой в количестве 21 чел. ( общественных деятелей,  предпринимателей, бывших сотрудников силовых министерств, представителей военно-промышленного комплекса, науки и средств массовой информации) - активных сторонников Бориса Ельцина, политических и экономических реформ.
Задачей Совета «является содействие выработке и реализации стратегических концепций развития России, ее внешней и оборонной политики, становлению Российского государства и гражданского общества в стране».
Владимир Путин регулярно принимает участие в проекте СВОП дискуссионном клубе «Валдай».

## История

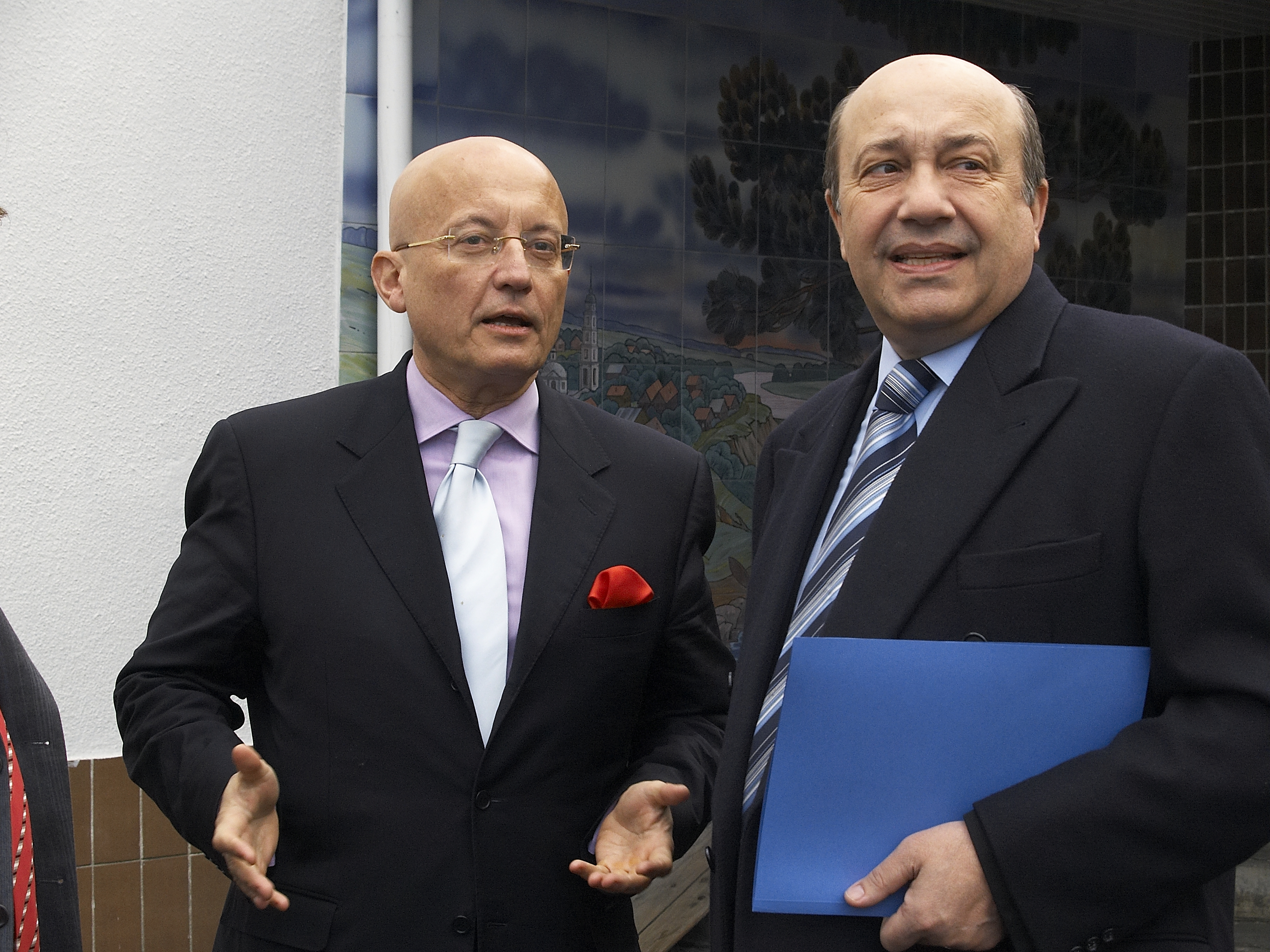
Члены Совета по внешней и оборонной политике

В 1998 году СВОП выступил с предложением об ограниченной конституционной реформе на основе одобренного Государственной Думой Политического соглашения, подготовленного в ходе парламентско-правительственного кризиса (отказ Государственной Думы утвердить В. С. Черномырдина в конце августа 1998 года на посту Председателя Правительства).

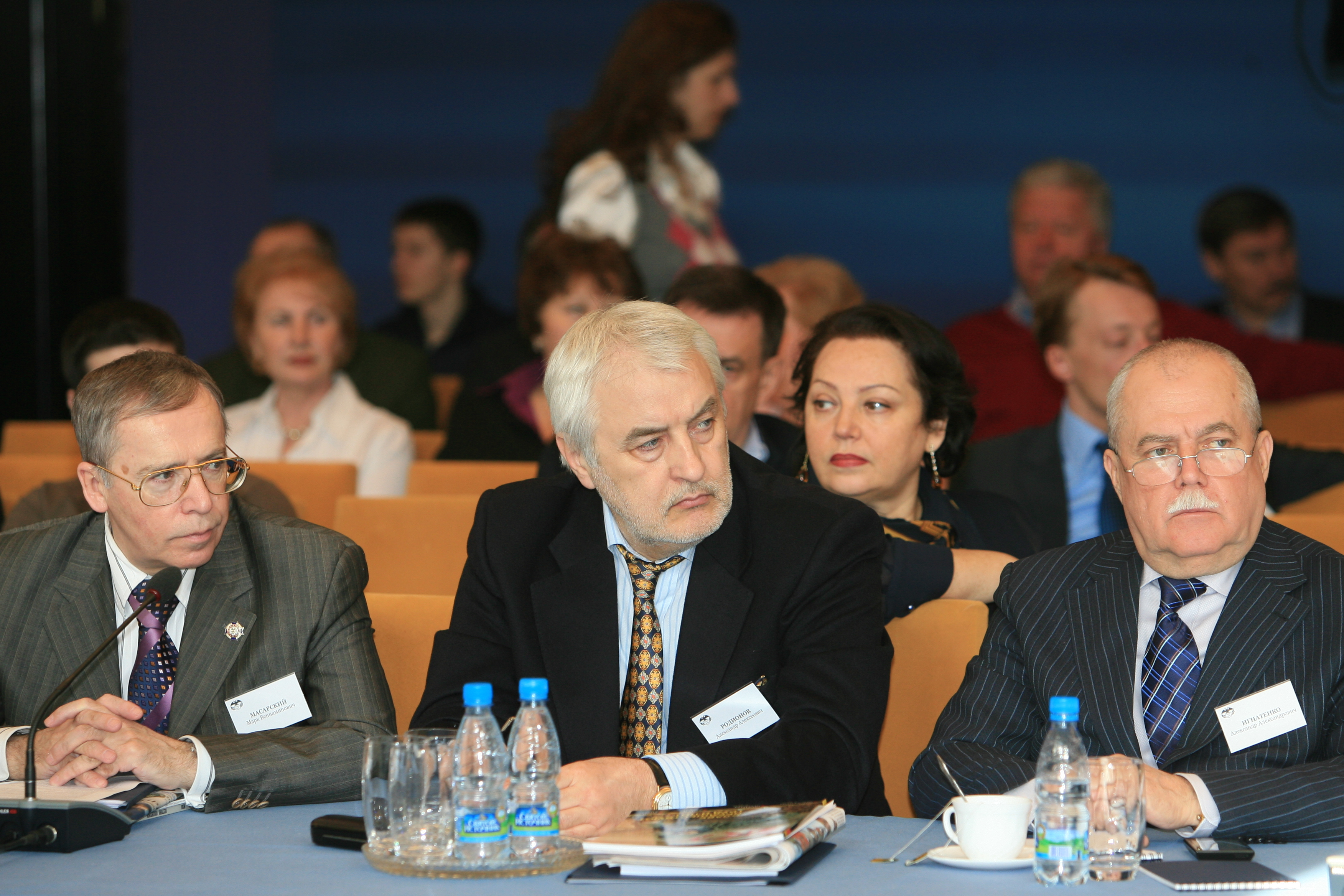

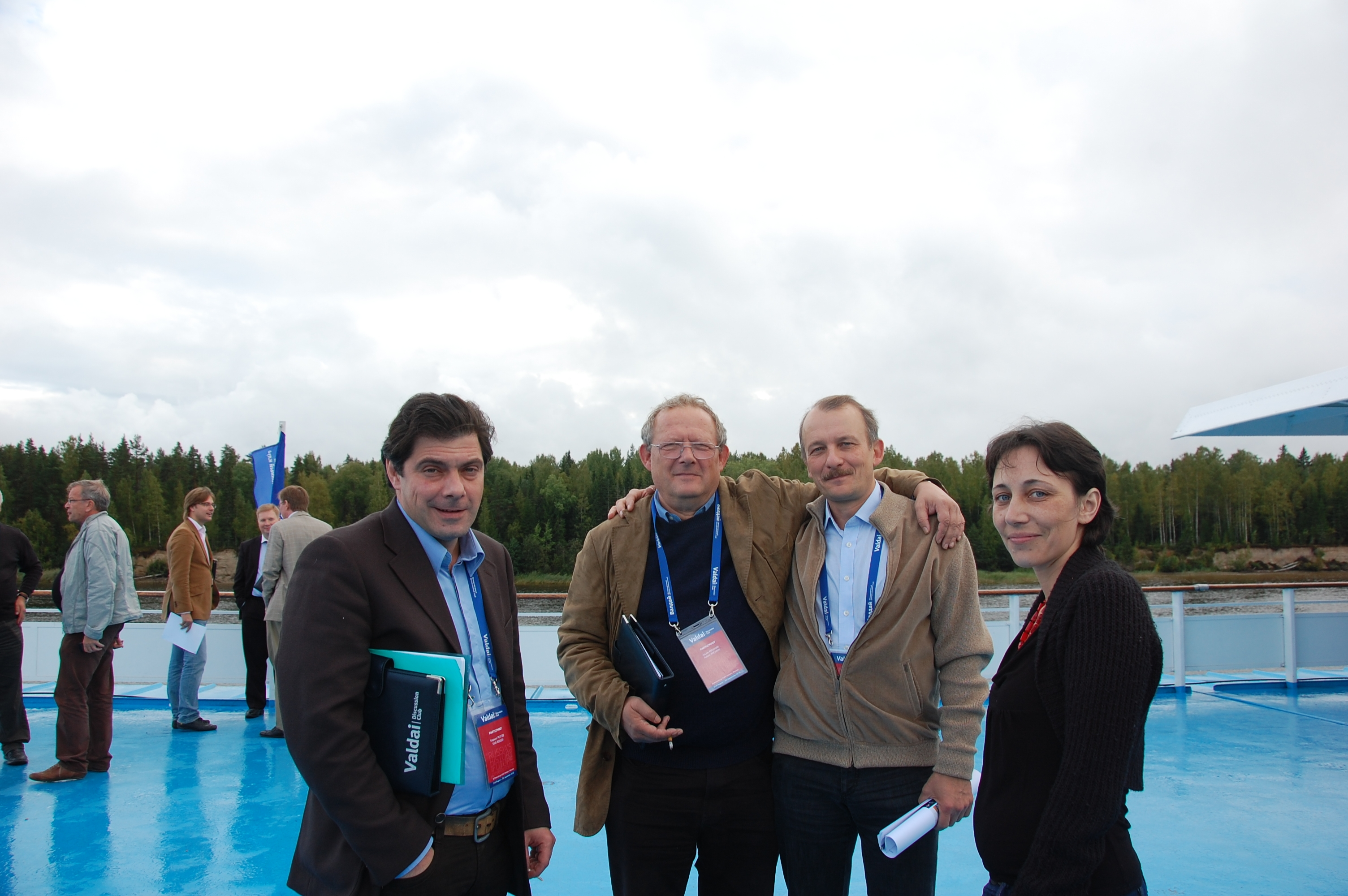
Валдайский клуб, 2010

## Проекты
Проекты:
- Ассамблея СВОП
- Лекторий СВОП
- Стратегия для России — проект представляет собой проведение исследований, обсуждение и опубликование серии докладов о национальных интересах, проблемах безопасности и стратегии развития России в современных условиях.
- Военное строительство — проект изначально носил название «Военная реформа»; затем получил название «Военное строительство и модернизация вооружённых сил». Проект посвящён исследованию положения в вооружённых силах и военно-промышленном комплексе, выработанные рекомендации касаются основных направлений и путей строительства новой армии для новой России.
- Международный дискуссионный клуб «Валдай» — клуб создан в 2004 году Российским агентством международной информации РИА Новости и Советом по внешней и оборонной политике совместно с журналами Russia Profile и «Россия в глобальной политике» и газетой The Moscow News Московские новости.
- Клуб мировой политической экономики — экспертно-образовательный Клуб создан в качестве совместного проекта НИУ ВШЭ НИУ ВШЭ, Советом по внешней и оборонной политике и журналом «Россия в глобальной политике» в сентябре 2006 года. Работа Клуба в первые годы осуществлялась при поддержке ОАО «Лукойл» .
- Россия и Европа
- Россия-США
- Россия и СНГ
- Россия и Прибалтика
- Россия и Азия
- Россия-НАТО
- Россия и глобализация
- Россия и мир

## Президиум
Президиум:
- Безруков, Андрей Олегович
- Брилёв, Сергей Борисович
- Бугров, Андрей Евгеньевич
- Высоцкий, Александр Михайлович
- Кожокин, Евгений Михайлович
- Кузнецов, Евгений Борисович
- Лукьянов, Федор Александрович
- Лосев, Александр Вячеславович
- Никонов, Вячеслав Алексеевич
- Примаков, Евгений Александрович
- Рыжков, Владимир Александрович
- Тосунян, Гарегин Ашотович
- Третьяков, Виталий Товиевич
- Черненко, Елена Владимировна

## Почётные члены президиума
Почётные члены президиума:
- Величко, Владимир Сергеевич
- Караганов, Сергей Александрович
- Кобаладзе, Юрий Георгиевич
- Миронов, Виктор Николаевич
- Михайлов, Николай Васильевич
- Мндоянц, Сергей Ашотович
- Рубанов, Владимир Арсентьевич
- Цалко, Александр Валерьянович
- Юргенс, Игорь Юрьевич

## Санкции
22 сентября 2023 года, на фоне вторжения России на Украину, Совет по внешней и оборонной политике включён в санкционный список Канады против организаций причастных к депортации украинских детей в Россию, а также за создание и распространение дезинформации и пропаганды.